# Алдан (станция)
Алдан — железнодорожная станция на территории города Алдан в республике Якутия. Станция стоит на Амуро-Якутской магистрали.

## История
Станция была открыта для пассажирского и грузового движения в 1992 году. В 2009 году было открыто двухэтажное здание вокзала. В 2019 году на территории станции начало работу депо компании АО "АК «Железные дороги Якутии»

## Описание
Станция имеет только одну низкую боковую платформу. Здание вокзала выполнено в желтых и коричневых цветах. Станция имеет выход на автодорогу А-360 (Лена).